# Galipot

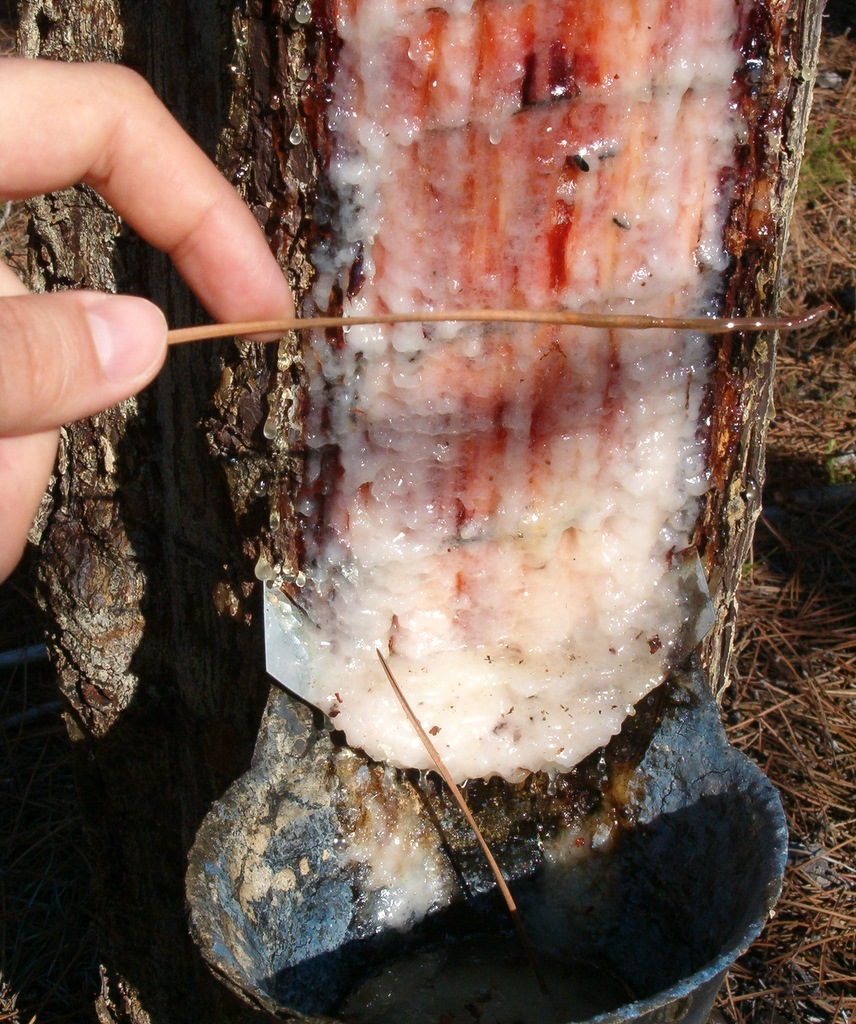
Gemmage de pin au Portugal

Le galipot (ou barras, dans le Dauphiné, bijon) est un terme de résinerie et du gemmage qui décrit le précipité de résine sur le tronc d'un pin (d'un pin maritime) ou la térébenthine dans son état primitif, dont le principe huileux est évaporé par le soleil. Lorsque les incisions du gemmage ont été pratiquées, une partie du suc propre s'écoule jusque dans les récipients préparés à cet effet, mais une certaine partie de ce suc se solidifie par suite de l'évaporation de l'huile essentielle; c'est ce résidu qui est le galipot. 
Les fin copeau de l'aubier du pin maritime arraché au tronc par le gemmeur, à l'aide de son hapchot, lors de l'entretien de la care sont par ailleurs nommés « galips ». Les deux termes « galip » et « gallipot » seraient issu du gascon, pratiqués d'abord dans les Landes de Gascogne.
C'est du pin sapin baumier qu'on le retire en plus grande quantité que de tous les autres arbres de cette famille; il est d'ailleurs plus pur et a reçu le nom de « poix naturelle » (Baume du Canada).

## Caractéristique
C'est une sorte de térébenthine consistante que rendent impure les divers corps étrangers y adhérant et surtout les débris ligneux entraînés par les grattures du tronc lors du gemmage; croûtes à demi opaques, d'un blanc jaunâtre, d'une dureté peu considérable, mêlées d'impuretés, de fragments d'écorces de terre, etc.; odeur de térébenthine; saveur amère. 
On vend a meilleur marché le galipot et on l'emploie à des usages pour lesquels les impuretés en question ne sont pas nuisibles.
Si on le purifie il prend les noms de « poix de Bourgogne », « pix burgundica » de « poix blanche », « pix alba », etc.
Le galipot fournit par la distillation une essence connue sous le nom d'« Huile de raze ». Une sorte d'essence de térébenthine.
La colophane est obtenue aussi par la distillation du galipot.
Le galipot du mélèze est appelé poix naturelle

## Utilisation
Les applications de la résine de galipot sont nombreuses:
- les plombiers et chaudronniers en font fréquemment usage pour prévenir l’oxydation de l'étain pendant leurs soudures. En l'épurant par fusion, repos et décantation, on en prépare de la belle colophane translucide; distillée à sec, elle donne quelques centièmes d'essence de térébenthine, puis se convertit presque totalement (à 10 ou 15 % près) en huile fixe, qui sert à produire un gaz d'éclairage[2].
- dans les environs des pinières, dans les Landes de Gascogne, les paysans se servaient de filasse enduite de résine de galipot et tressée, pour éclairer leurs habitations, en maintenant ces sortes de falot enflammé sous la cheminée; on préparait avec la résine et la filasse, de grosses torches pour éclairer en plein air, la marche dans des chemins difficiles; on se servait de torches analogues pour flamber les moules des fondeurs en métaux, c'est-à-dire afin de répandre une légère couche de noir de fumée dans tous les détails des moules avant de couler[2];
- en faisant entrer 20 à 25 % de résine dans la matière grasse saponifiée des savons dits jaunes ou savons de résine, on rend ce dernier produit beaucoup plus économique. Cette fabrication est très répandue en Angleterre et en Amérique. C'est encore à l'aide de la résine ou du galipot (mais sans suif ni huile) que l'on prépare un savon résineux appliqué un temps au collage du papier[2].
- ces résines servent pour des emplâtres et des onguents;
- les ciriers font entrer le galipot dans leurs cierges;
- le galipot en larmes est qualifié de « faux-encens » à cause de l'usage auquel on l'admet dans les églises de campagne;
- le galipot s'emploie dans la composition des vernis communs[1];
- galipot et térébenthine sont la base de la colophane et de l'essence de térébenthine

## Autre définition
Comme souvent, les termes employés en résinerie peuvent avoir différentes définitions qui se contredisent partiellement: dans un cours d'agriculture: « Quand la résine coule fluide on l'appelle galipot »; celle qu'on laisse sur l'arbre s'y dessèche en masses jaunâtres et se nomme barras. L'une et l'autre sorte sont ordinairement fondues ensemble dans de grandes chaudières; on laisse épaissir suffisamment, et quand la résine a acquis la consistance convenable on la passe à travers des nattes de paille, elle est reçue dans des moules en sable et on en forme des pains, qui prennent le nom d’« arcançon » (probablement du nom d'Arcachon où il était fabriqué/expédié) « brai sec » (soit la colophane). Si pendant la fusion on y incorpore de l'eau, au moyen du brassage, la matière blanchit et forme la « poix résine » (poix de Bourgogne, résine en goutte, resina stillaticia). Les provençaux distillent en grand le galipot, et l'huile volatile qu'ils en retirent est connue en beaucoup d'endroits sous le nom d’huile de raze, ou esprit de raze (soit l'essence de térébenthine)